# Donna Vakalis
Donna Vakalis, née le 30 décembre 1979 à Toronto, est une pentathlonienne canadienne.

## Palmarès
| Discipline/Année                         | 2012 | 2013 | 2014 | 2015 | 2016 |
| ---------------------------------------- | ---- | ---- | ---- | ---- | ---- |
| Jeux olympiques Individuel               | 29e  | -    | -    | -    | 33e  |
| Championnats du monde seniors Individuel | -    | -    | -    | -    | -    |
| Championnats du monde seniors Équipe     | -    | -    | -    | -    | -    |
| Championnats du monde seniors Relais     | -    | -    | -    | -    | -    |
| Coupe du monde seniors Individuel        | -    | -    | -    | -    | -    |

Ce palmarès n'est pas complet